# Hypna elongata
Hypna elongata är en fjärilsart som beskrevs av Butler 1866. Hypna elongata ingår i släktet Hypna och familjen praktfjärilar. Inga underarter finns listade i Catalogue of Life.